# 建昭
建昭（けんしょう）は、中国、前漢の元帝劉奭（りゅうせき）の治世に行われた3番目の元号。紀元前38年 - 紀元前34年。

## 西暦との対照表
| 建昭 | 元年   | 2年    | 3年    | 4年    | 5年    |
| 西暦 | 前38年 | 前37年 | 前36年 | 前35年 | 前34年 |
| 干支 | 癸未   | 甲申   | 乙酉   | 丙戌   | 丁亥   |